# Nouvelle cuisine
La nouvelle cuisine va ser una moda culinària a França nascut a la dècada del 1970. Aquest estil, basat en plats més lleugers, temps de cocció reduïts i l'ús d'ingredients frescs a més dona una gran importància a la presentació dels menjars. La paraula és un manlleu del francès que s'escriu amb cometes o cursiva.

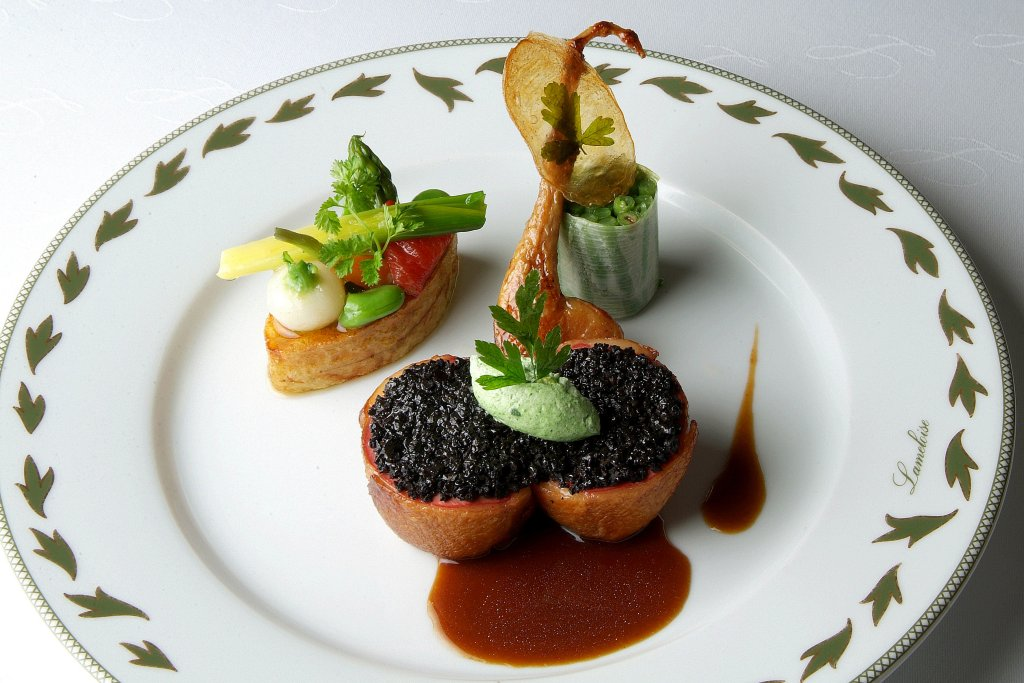
Creació de Jacques Lameloise

Va ser una reacció contra la cuina clàssica francesa de postguerra amb les seves típiques salses «pesades» amb molta mantega i crema o vegetals cuits en excés. El moviment va néixer a França el 1970 amb els estudiants de Fernand Point, especialment els germans Jean i Pierre Troisgros, Paul Bocuse i Michel Guérard. El terme nouvelle cuisine va ser inventat pels crítics gastronòmics Henri Gault i André Gayot a la revista Le Nouveau Guide. Henri Gault i Christian Millau van llançar llur guia gastrònomica Gault et Millau que esdevé el gran promotor de la nouvelle cuisine i que es vol distanciar del Guia Michelin que consideren massa tradicional. La nouvelle cuisine es va fer popular ràpidament durant la dècada i va morir a partir de la dècada dels 80, no sense influir en els estils posteriors. Sobretot la decoració excessiva dels plats va passar de moda. Es va revaloritzar la cuina tradicional modernitzada, basada en productes locals frescos de temporada, receptes tradicionals renovades i la més alta cuina –es necessita un gran pressupost fer a fer-ho– va optar per la innovació, la creació i la cuina tecnoemocional o molecular que incorpora l'alta tecnologia (esferificacions, desconstruccions, destil·lacions, etc.).

## Característiques
La presentació del menjar i l'atractiu visual són fonamentals en la nouvelle cuisine. El menjar havia d'estimular els cinc sentits, especialment la vista. Es va deixar de delegar la tasca de la presentació del menjar als cambrers, com succeeix a l'alta cuina clàssica; els plats se servien ja parats des de la cuina. Es va posar major insistència en l'ús d'herbes i espècies, i les salses i brous usats eren més lleugers. Es va reemplaçar la farina com espessidor de salses per rovells d'ou, sagí i crema. Es creen plats lleugers amb sabors distintius, combinant sabors en compte de cobrir-los. Plats simples, però elegants i els sabors purs són les seves principals característiques.
Hi ha un debat sobre si s'ha abandonat o no la nouvelle cuisine. Moltes de les seves característiques, especialment la preferència per sabors frescos presentats en plats lleugers, van ser assimilades en els corrents principals de la cuina de restaurant. Encara que l'èmfasi a servir porcions petites (en grans plats) moltes vegades va fer que fóra objecte de burles en la cultura popular, la seva influència en l'alta cuina i fins i tot en restaurants més quotidians és molt important.

## Antecedents i relleu

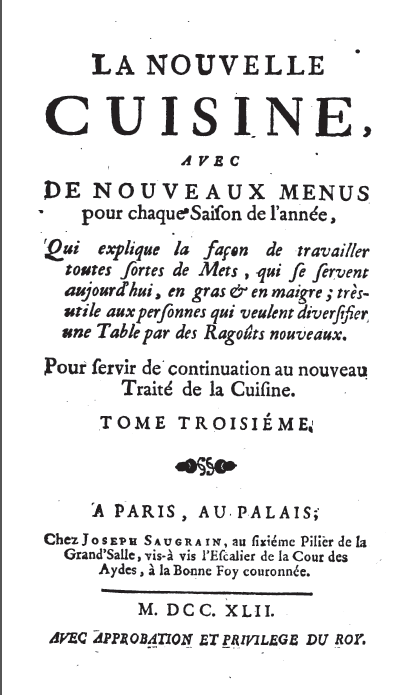
Frontis de La Nouvelle Cuisine de Menon de 1742

De fet, a França és el tercer moviment culinari que es diu cuina nova i que vol rompre amb els costums anteriors. Un primer va tenir lloc al segle xviii amb l'obra del cuiner Menon, La nouvelle cuisine, i un segon a la Belle Époque.
Encara que en el seu moment va ser considerada com una desviació radical respecte a la cuina clàssica, ja no té aquest mateix grau de revolucionària i ha passat a considerar-se antiga, pretensiosa, ridícula i poc atraient. En aquest sentit, ha estat reemplaçada per la cuina tecnoemocional de cuiners catalans, britànics i d'altres països, com per exemple Ferran Adrià, Heston Blumenthal, i Homaro Cantu. En paral·lel, torna la cuina simple, sana, de productes frescos i presentacions acurades però sense parafernàlies, que es donen en moltes fondes, bars i restaurants de menú diari i restaurants mitjans, bons i molt bons que opten per la cuina tradicional revisada als nous temps.